# Nižná Myšľa
Nižná Myšľa (ungarisch Alsómislye) ist eine Gemeinde im Okres Košice-okolie, Slowakei. Sie liegt in der südlichen Slowakei zwischen Košice und der ungarischen Grenze, an der Mündung der Flüsse Olšava und Torysa in den Hornád.

## Geographie
In der Nähe des Dorfes liegt ein bronzezeitliches Gräberfeld (Várhegy). In einem Museum im Ort sind einige Funde zu besichtigen. Größere Funde wie z. B. eine Kultgrube, die zufällig gefunden wurde, sind im Museum von Košice ausgestellt. Die Ausgrabungen werden durch die Universität von Nitra von Ladislav Olexa durchgeführt; zwischenzeitlich wurde sie durch Studenten der Universität Wuppertal unterstützt.

## Geschichte
Der Ort wurde 1270 erstmals erwähnt. Bis 1918 gehörte sie im Komitat Abaúj-Torna zum Königreich Ungarn, kam danach zur neu entstandenen Tschechoslowakei, wurde aber auf Grund des Ersten Wiener Schiedsspruchs von 1938 bis 1945 wieder ein Teil Ungarns. Seither ist die Gemeinde ein Teil der Tschechoslowakei beziehungsweise seit 1993 der Slowakei. Die Gemeinde ist immer wieder von Hochwasser betroffen. Im Hochwasser von Frühjahr 2010 mussten wegen Hangrutschung 22 Häuser evakuiert und abgerissen werden.

## Bevölkerung
| Jahr                | 1994 | 2004     | 2014     | 2024    |
| ------------------- | ---- | -------- | -------- | ------- |
| Anzahl der Personen | 1216 | 1394     | 1678     | 1615    |
| Unterschied         |      | +14,63 % | +20,37 % | −3,75 % |

| Jahr                | 2023 | 2024    |
| ------------------- | ---- | ------- |
| Anzahl der Personen | 1617 | 1615    |
| Unterschied         |      | −0,12 % |